# 陳肇昌
陈肇昌，字扶升，湖廣黃岡縣人，清朝政治人物。

## 生平
順治十五年（1658年），登戊戌科進士，官至順天府府尹。

## 著作
工詩，有《秋蓬诗》、《南湖居士集》。